# 6550 Parléř
6550 Parléř è un asteroide della fascia principale. Scoperto nel 1988, presenta un'orbita caratterizzata da un semiasse maggiore pari a 2,4089999 UA e da un'eccentricità di 0,1690751, inclinata di 6,83108° rispetto all'eclittica.